# Безіменні герої
«Безіменні герої» (пол. Bezimienni bohaterowie) — польський чорно-білий художній фільм 1932 року, знятий режисером Міхалом Вашинським.
Прем'єра фільму відбулася 7 січня 1932 року.

## Сюжет
У день, коли Анджей отримує погони офіцера поліції, відбувається вбивство його батька — одного з керівників поліції. Анджей, отримує призначення в бригаду з розслідування вбивства. Незабаром з'ясовується, що злочинець, виявляється членом міжнародної банди фальшивомонетників. Таємничий ватажок, замітаючи сліди скористався невинною, яка не має нічого спільного з лиходіями Яніною. Шантажуючи дівчину, він змушує її зіграти роль закоханої в Анджея, для отримання від нього необхідної інформації про хід слідства.
Однак, між молодими людьми спалахує справжня любов. Нещасна жертва шантажу, не бажаючи брехати коханій людині, вирішується на самогубство і стрибає з моста в Віслу. На щастя, поліцейський річковий патруль рятує її. Прийшовши до тями, Яніна, нарешті, в усьому зізнається.
Комісар поліції з безстрашною мужністю, ризикуючи життям серед свистячих револьверних куль і тріск палаючого будинку, знищує гніздо злочинців і фальшивомонетників, а Яніна знаходить розраду і щастя в обіймах коханого Анджея.

## У ролях
- Марія Боґда — Яніна Ренська
- Адам Бродзіш — Анджей Кулеша, випускник школи поліції
- Еугеніуш Бодо — комісар Щербіц
- Павло Оверлло
- Зула Погоржельська  — подружка Яніни
- Віктор Беганський — ватажок фальшивомонетників Гоппе
- Стефан Ярач
- Чеслав Сконечни
- Веслав Ґавліковський
- Станіслав Селянської